# Statens skaderegleringsnämnd
Statens skaderegleringsnämnd (SSRN) är en svensk statlig förvaltningsmyndighet, som sorterar under Finansdepartementet. Den har till uppgift att på begäran av en myndighet under regeringen yttra sig i ärenden om ersättning för personskada eller annan skada.

## Organisation
Myndigheten leds av en nämnd, som ska bestå av högst fem ledamöter. Ledamöterna ska vara jurister med erfarenhet som domare.  Hos nämnden finns även sakkunniga med erfarenhet av skaderegleringsarbete inom försäkringsverksamhet.
Kammarkollegiet utför administrativa och handläggande uppgifter åt myndigheten.